# Döringstadt
Döringstadt ist ein Gemeindeteil des oberfränkischen Marktes Ebensfeld im Landkreis Lichtenfels.

## Geographie
Der Ort liegt in der Nähe des Obermains in einem kleinen Seitental, das vom Bernhardsgraben durchflossen wird. Döringstadt befindet sich im Banzgau, einem lang gezogenen Dreieck zwischen der Itz und dem Main, südlich von Kloster Banz und wird von der Kreisstraße LIF 9 gequert. In seiner historischen Siedlungsform war es ein geschlossenes Haufendorf mit Gewanneflur. Hakenhöfe mit giebelständigem Wohnstallhaus und hinten querstehender Scheune sind ein Merkmal des Ortsbilds. Feldkapellen und Marterl sind typisch für die Döringstädter Umgebung.

## Geschichte
Döringstadt wurde erstmals Ende des 8. Jahrhunderts urkundlich erwähnt. Vermutlich 791 schenkten Hiltrih und seine Gattin Hruadun dem Kloster Fulda unter Vorbehalt der Nutznießung auf Lebenszeit unter anderem das Eigen Ruaduns in „Vringosteti“. Im Ort selbst wird das Jahr 797 angegeben, als die Äbtissin Emhild von Milz ihre Besitzungen in „Dorrestat“ dem Kloster Fulda übertrug. Karl der Große bestätigte im Jahr 800 diese Schenkung. Die Nennung von 797 beruht wohl auf einer Fälschung in der Abschrift im Codex Eberhardi im 12. Jahrhundert. Der Ortsname kann als Stätte der Thüringer oder Stätte des During gedeutet werden.
Anfang des 11. Jahrhunderts unterstand Döringstadt als Wirtschaftsgut mit Fronhof dem Markgrafen Otto von Schweinfurt. Der Ort wurde Mitgift seiner Tochter Alberata, die um 1070 Besitzungen dem Bistum Bamberg schenkte. Der Bischof von Bamberg wandelte den Herrschaftshof in eine bischöfliche Vogtei um.
Im Jahr 1308 verpachtete der Bamberger Bischof Wulfing von Stubenberg die Vogtei an den Dompropst Johannes. Um 1468 war Döringstadt ein eigenes Amt, zu dem die Nachbarorte Mönchshof, Wiesen, Neudorf, Medlitz, Birkach, Busendorf und Speiersberg gehörten.
Im Zweiten Markgrafenkrieg wurde Döringstadt 1553 durch Truppen des Markgrafen Albrecht II. Alcibiades von Brandenburg-Kulmbach niedergebrannt. In den folgenden vierzig Jahren war der Ort protestantisch. An einer Handelsstraße gelegen, hatte er 1569 das Marktrecht. 1593 folgte die Rekatholisierung. Im Dreißigjährigen Krieg plünderten schwedische Truppen Döringstadt.
Im Jahr 1801 war der Marktflecken Teil des Gebietes des Hochstifts Bamberg. Lehen, Vogtei, Dorf- und Gemeindeherrschaft gehörten der Bamberger Dompropstei. Den Pfarrer und die geistliche Gerichtsbarkeit stellte das Bistum Würzburg. Der Ort hatte außer der Kirche ein Amtshaus, ein Amtsknechthaus, ein Schulhaus und 58 andere, meist mit Stadel versehene, Häuser.
1862 wurde Döringstadt mit seinem Ortsteil Mönchshof in das neu geschaffene bayerische Bezirksamt Staffelstein eingegliedert.
1871 hatte Döringstadt 462 Einwohner und 321 Gebäude. Eine katholische Schule und eine katholische Kirche befanden sich im Dorf. 1900 umfassten die beiden Orte der Landgemeinde eine Fläche von 668,57 Hektar, 386 Einwohner, von denen alle katholisch waren, und 78 Wohngebäude. 373 Personen lebten in Döringstadt in 77 Wohngebäuden und 1925 338 Personen in 73 Wohngebäuden. Die zuständige evangelische Pfarrei war Lahm. 1950 hatte Döringstadt 475 Einwohner und 70 Wohngebäude. Im Jahr 1970 zählte das Pfarrdorf 342 und 331 Einwohner sowie 78 Wohnhäuser mit 96 Wohnungen im Jahr 1987.
In den 1960er Jahren wurden eine neue Volksschule und ein neuer Kindergarten eingeweiht.
Am 1. Juli 1972 wurde der Landkreis Staffelstein aufgelöst und Döringstadt in den Landkreis Lichtenfels eingegliedert. Seit dem 1. Januar 1978 gehört die Gemeinde Döringstadt als Gemeindeteil zu Ebensfeld. Die Landwirtschaft, früher von zahlreichen Kleinbauern betrieben, hat sich auf wenige Vollerwerbsbetriebe konzentriert, die sich an den Ortsrändern niedergelassen haben.

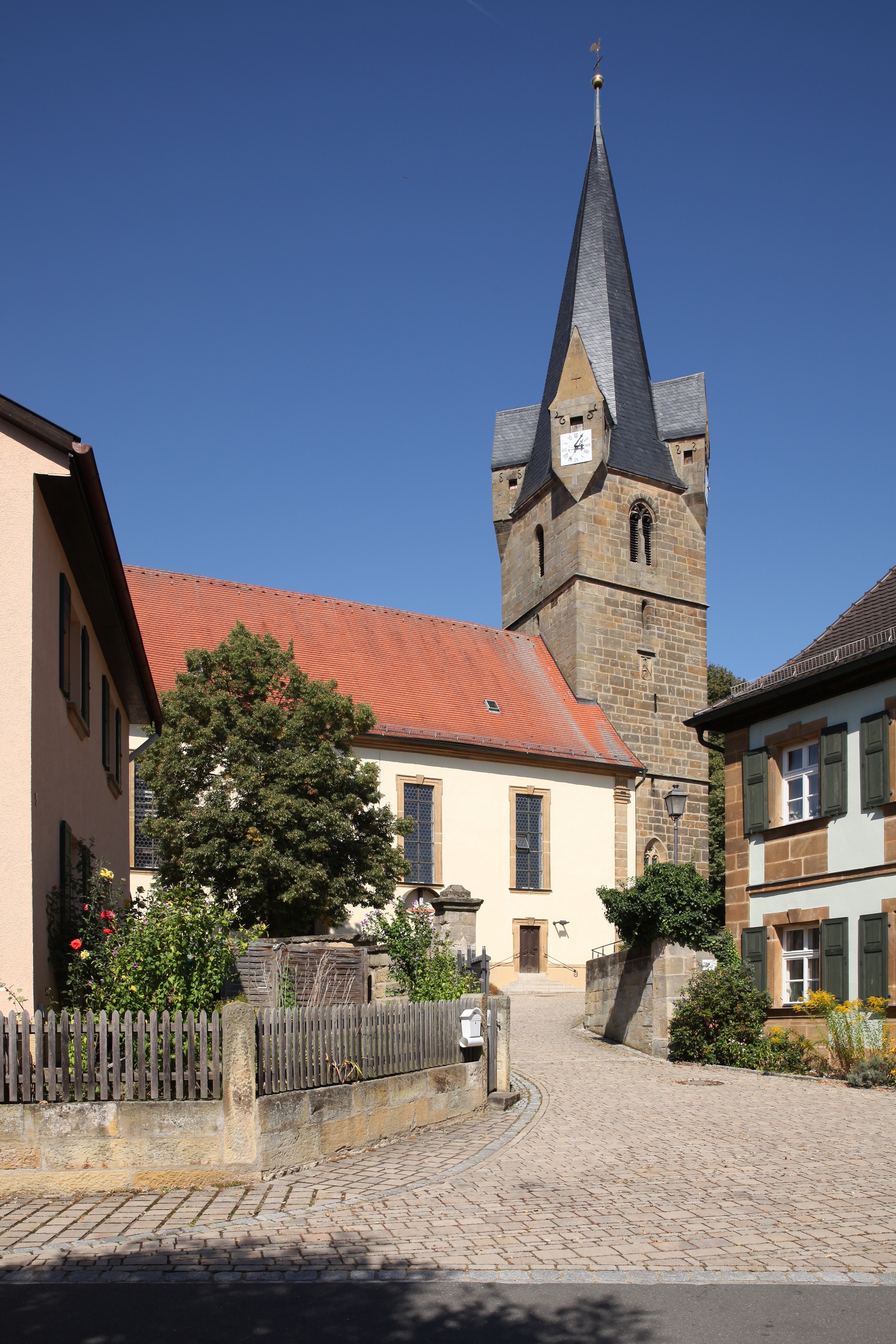
Pfarrkirche St. Martin

## Sehenswürdigkeiten
Die katholische Pfarrkirche St. Martin geht wohl auf ein Gotteshaus aus dem 8. Jahrhundert zurück. Die erste urkundliche Erwähnung des Kirchhofs erfolgte 1325. Der spätgotische Kirchturm wird auf das Jahr 1412 datiert und gehörte zu einer Wehrkirche. Der ehemalige Wehrturm ist aus Sandsteinquadern gemauert und mit vier über Eck gestellten, massiven Scharwachttürmchen versehen. Im Sockelgeschoss befindet sich der Chor. Das heutige Kirchenschiff wurde 1712 nach Plänen von Joseph Greissing errichtet. Die Fassade des vierachsigen Saalbaus besteht aus verputztem Brockenmauerwerk mit Sandsteingliederungen.
In der Liste der Baudenkmäler in Döringstadt sind weitere Sehenswürdigkeiten aufgeführt.

## Söhne und Töchter des Ortes
- Adam Senger (1860–1935), war Weihbischof im Erzbistum Bamberg
- Rudolf Lunkenbein (1939–1976), war ein deutscher Salesianer Don Boscos und Missionar in Brasilien